# 吉汝乡 (扎囊县)
吉汝乡（藏語：དགྱེས་རུ་，威利转写：dgyes ru），是中华人民共和国西藏自治区山南市扎囊县下辖的一个乡镇级行政单位。

## 行政区划
吉汝乡下辖以下地区：
吉汝村、热志岗村、格色村、扎西林村、阿玉岗村、雪拉村、若村、岗村、格普村、江果村、节念村、沙布夏村、沙布奴村、念萨村、夏如村、德吉林村、罗布村、卓玉村、吾龙村和卓普村。